# Langmuir-Taylor-Detektor
Ein Langmuir-Taylor-Detektor (nach Irving Langmuir und John Bellamy Taylor) ist ein Gerät zur Detektion von neutralen Atomen. Er kann daher zum Beispiel in einem Stern-Gerlach-Versuch oder beim Nachweis des Lamb-Shifts eingesetzt werden. Der zugrunde liegende physikalische Effekt wird auch Langmuir-Taylor-Effekt genannt. 

## Funktionsweise
Der Langmuir-Taylor-Detektor basiert auf dem Tunneleffekt. Dazu wird ein Draht aus einem Metall mit hoher Austrittsarbeit (z. B. Wolfram) erhitzt. Kommt diesem Draht ein Atom nahe, dessen Ionisierungsenergie kleiner ist als die Austrittsarbeit des Drahtmaterials, so kann ein Valenzelektron dieses vormals neutralen Atoms in das Material mit hoher Austrittsarbeit tunneln. Wenn der Draht nun heiß genug ist, werden die positiven Ionen anschließend wieder vom Draht verdampft und können mit einer Beschleunigungsspannung abgesaugt werden. Der so entstehende Ionen-Strom ist proportional zur Anzahl der einfallenden neutralen Atome. Bei Alkali-Atomen können sogar so gut wie alle eintreffenden Atome ionisiert werden.
Prinzipiell ist auch ein Elektronenaustausch in Richtung des eintreffenden Atoms möglich (abhängig von der Elektronenaffinität), sodass negative Ionen entstehen. Der Anteil der ionisierten Teilchen hängt in beiden Fällen exponentiell vom Verhältnis der thermischen Energie {\displaystyle k_{\mathrm {B} }T} (mit der Boltzmann-Konstante {\displaystyle k_{\mathrm {B} }} und der thermodynamischen Temperatur {\displaystyle T}) zur Energiedifferenz (Austrittsarbeit vs. Ionisierungsenergie) der beiden Materialien ab. Außerdem sind Effekte wie eine mögliche Oxidation der Drahtoberfläche zu berücksichtigen.